# Parcoul
Parcoul foi uma comuna francesa na região administrativa da Nova Aquitânia, no departamento Dordonha. Estendia-se por uma área de 13,96 km². Em 2010 a comuna tinha 798 habitantes (densidade: 57,2 hab./km²).
Em 1 de janeiro de 2016, passou a formar parte da nova comuna de Parcoul-Chenaud.